# Nickeil Alexander-Walker
Nickeil Dean Alexander-Walker (Toronto, 2 settembre 1998) è un cestista canadese, professionista nella NBA con gli Atlanta Hawks.
È il cugino di Shai Gilgeous-Alexander.

## Carriera
È stato selezionato dai Brooklyn Nets al primo giro del Draft NBA 2019 (17ª scelta assoluta).

## Statistiche

### NCAA
| Anno      | Squadra           | PG | PT | MP   | TC%  | 3P%  | TL%  | RP  | AP  | PRP | SP  | PP   |
| --------- | ----------------- | -- | -- | ---- | ---- | ---- | ---- | --- | --- | --- | --- | ---- |
| 2017-2018 | Virg. Tech Hokies | 33 | 33 | 25,5 | 44,9 | 39,2 | 73,0 | 3,8 | 1,5 | 0,8 | 0,5 | 10,7 |
| 2018-2019 | Virg. Tech Hokies | 34 | 34 | 34,3 | 47,4 | 37,4 | 77,8 | 4,1 | 4,0 | 1,9 | 0,5 | 16,2 |
| Carriera  | Carriera          | 67 | 67 | 30,0 | 46,4 | 38,3 | 76,3 | 4,0 | 2,7 | 1,4 | 0,5 | 13,5 |

#### Massimi in carriera
- Massimo di punti: 29 vs Citadel (12 novembre 2017)[1]
- Massimo di rimbalzi: 10 vs Miami (8 marzo 2019)
- Massimo di assist: 8 (2 volte)
- Massimo di palle rubate: 6 vs Miami (30 gennaio 2019)
- Massimo di stoppate: 3 vs Presbyterian (19 dicembre 2017)
- Massimo di minuti giocati: 43 (2 volte)

### NBA

#### Regular Season
| Anno      | Squadra            | PG  | PT | MP   | TC%  | 3P%  | TL%  | RP  | AP  | PRP | SP  | PP   |
| --------- | ------------------ | --- | -- | ---- | ---- | ---- | ---- | --- | --- | --- | --- | ---- |
| 2019-2020 | N.O. Pelicans      | 47  | 1  | 12,6 | 36,8 | 34,6 | 67,6 | 1,8 | 1,9 | 0,4 | 0,2 | 5,7  |
| 2020-2021 | N.O. Pelicans      | 46  | 13 | 21,9 | 41,9 | 34,7 | 72,7 | 3,1 | 2,2 | 1,0 | 0,5 | 11,0 |
| 2021-2022 | N.O. Pelicans      | 50  | 19 | 26,3 | 37,5 | 31,1 | 72,2 | 3,3 | 2,8 | 0,8 | 0,4 | 12,8 |
| 2021-2022 | Utah Jazz          | 15  | 2  | 9,9  | 33,3 | 30,3 | 91,7 | 1,5 | 1,1 | 0,3 | 0,3 | 3,5  |
| 2022-2023 | Utah Jazz          | 36  | 3  | 14,7 | 48,8 | 40,2 | 69,2 | 1,6 | 2,1 | 0,7 | 0,4 | 6,3  |
| 2022-2023 | Minnesota T'wolves | 23  | 0  | 15,5 | 38,4 | 36,1 | 61,9 | 1,8 | 1,4 | 0,3 | 0,3 | 5,9  |
| 2023-2024 | Minnesota T'wolves | 82  | 20 | 23,4 | 43,9 | 39,1 | 80,0 | 2,0 | 2,5 | 0,8 | 0,5 | 8,0  |
| 2024-2025 | Minnesota T'wolves | 82  | 10 | 25,3 | 43,8 | 38,1 | 78,0 | 3,2 | 2,7 | 0,6 | 0,4 | 9,4  |
| Carriera  | Carriera           | 381 | 68 | 20,8 | 41,4 | 36,0 | 74,3 | 2,5 | 2,3 | 0,7 | 0,4 | 8,6  |

#### Play-off
| Anno     | Squadra            | PG | PT | MP   | TC%  | 3P%  | TL%  | RP  | AP  | PRP | SP  | PP  |
| -------- | ------------------ | -- | -- | ---- | ---- | ---- | ---- | --- | --- | --- | --- | --- |
| 2022     | Utah Jazz          | 1  | 0  | 4,7  | 100  | -    | 100  | 1,0 | 1,0 | 1,0 | 0,0 | 5,0 |
| 2023     | Minnesota T'wolves | 5  | 4  | 29,6 | 42,9 | 40,0 | 66,7 | 2,0 | 1,4 | 0,6 | 0,2 | 8,4 |
| 2024     | Minnesota T'wolves | 16 | 1  | 23,6 | 36,6 | 29,6 | 100  | 1,8 | 2,3 | 0,6 | 0,4 | 7,3 |
| 2025     | Minnesota T'wolves | 15 | 0  | 20,7 | 38,9 | 34,9 | 88,2 | 1,8 | 2,3 | 0,4 | 0,3 | 8,3 |
| Carriera | Carriera           | 37 | 5  | 22,7 | 38,9 | 33,1 | 90,3 | 1,8 | 2,2 | 0,5 | 0,4 | 7,8 |

#### Massimi in carriera
- Massimo di punti: 37 vs Los Angeles Clippers (13 gennaio 2021)[2]
- Massimo di rimbalzi: 14 vs Minnesota Timberwolves (23 ottobre 2021)
- Massimo di assist: 9 vs Golden State Warriors (28 ottobre 2019)
- Massimo di palle rubate: 4 (2 volte)
- Massimo di stoppate: 3 vs Houston Rockets (30 gennaio 2021)
- Massimo di minuti giocati: 40 vs Golden State Warriors (14 maggio 2021)

### G League
| Anno      | Squadra       | PG | PT | MP   | TC%  | 3P%  | TL%  | RP  | AP  | PRP | SP  | PP   |
| --------- | ------------- | -- | -- | ---- | ---- | ---- | ---- | --- | --- | --- | --- | ---- |
| 2019-2020 | Erie BayHawks | 2  | 2  | 34,9 | 35,3 | 41,7 | 60,0 | 6,0 | 4,5 | 0,5 | 0,5 | 16,5 |
| Carriera  | Carriera      | 2  | 2  | 34,9 | 35,3 | 41,7 | 60,0 | 6,0 | 4,5 | 0,5 | 0,5 | 16,5 |

## Palmarès
- All-ACC Third Team (2018)